# Грабовський Мирослав Васильович

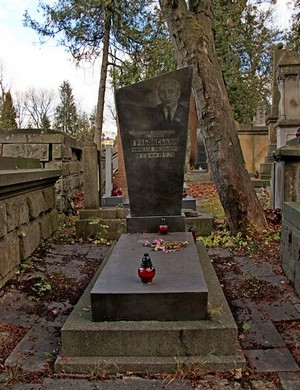

Мирослав Васильович Грабовський (27 лютого 1911, село Бушковичі Перемишльського повіту, тепер Підкарпатського воєводства, Польща — 24 жовтня 1970, місто Львів) — український радянський діяч, новатор виробництва, слюсар інструментального цеху заводу «Львівсільмаш». Депутат Львівської обласної ради 6—9-го скликань (у 1957—1965 роках). Депутат Верховної ради СРСР 6-го та 7-го скликань (у 1962—1970 роках).

## Життєпис
Народився 27 лютого 1911 року в родині робітника. Трудову діяльність розпочав дванадцятирічним юнаком. Наймитував у місцевого поміщика. Освіта неповна середня.
З 1928 року працював у механічних майстернях міста Перемишля. Член Комуністичної спілки молоді Західної України із 1930 року. Згодом став зв'язковим Перемишльського окружного комітету Комуністичної партії Західної України (КПЗУ).
Член КПЗУ з квітня 1934 року. Один із діячів профспілкових організацій промислових підприємств міста Перемишля та його околиць.
У 1935 році заарештований польською владою й до 1939 року відбував ув'язнення в тюрмі.
Після зайняття Західної України Червоною армією, з вересня 1939 року — заступник голови організаційного бюро по реорганізації профспілок, інструктор Тимчасового управління міста Перемишля, майстер штампувального цеху заводу імені Чкалова у місті Перемишлі Дрогобицької області й одночасно голова заводського комітету профспілки.
На початку німецько-радянської війни 1941 року був евакуйований до Сибіру, де працював слюсарем-інструментальником на військовому заводі у місті Тюмені.
У 1946 році переїхав до Львова і працював до останніх днів життя слюсарем інструментального цеху заводу «Львівсільмаш».
Член ВКП(б) з 1948 року.
Обирався головою ради новаторів Львівської області. Раціоналізатор виробництва.
Помер 24 жовтня 1970 року у Львові. Похований на полі № 1 Личаківського цвинтаря.

## Нагороди
- орден Леніна
- дві Почесні грамота Президії Верховної Ради Української РСР (26.10.1956, 6.11.1964)
- медалі
- почесний громадянин міста Львова